# Купферцелль
Купферцелль (нім. Kupferzell) — громада в Німеччині, знаходиться в землі Баден-Вюртемберг. Підпорядковується адміністративному округу Штутгарт. Входить до складу району Гоенлое.
Площа — 54,28 км2. Населення становить 6216 ос. (станом на 31 грудня 2020).

## Відомі люди
- Ебергард Фінк (1899—1944) — німецький офіцер, учасник Липневої змови.